# Karl Schmeisser
Karl Schmeisser (1855-1924) est un ingénieur des mines et géologue allemand, qui a joué un rôle important dans l'Histoire des mines d'or.

## Biographie
Né en 1855 à Siegen, Karl Schmeisser a été le premier directeur de l'Institut de géologie prussien de 1900 jusqu'en 1906 puis le directeur de l'Académie minière de Berlin. Il fut aussi conseiller supérieur des mines du royaume de Prusse et membre de l'administration royale supérieure de Clausthal, dans le Harz.
En 1893, il reçoit la mission de faire des études pour le compte du gouvernement prussien, en Afrique du Sud sur l'industrie minière du diamant dans la région de Kimberley puis d'étudier l'industrie des mines d'or au Transvaal. Son rapport est le premier à décrire le gisement d'or sud-africain comme "le plus important qui ait jamais été découvert dans le monde".
Comme pour le charbon, « il y aura profit à pousser jusqu'à 1 200 mètres la profondeur des puits », écrit le rapport de Karl Schmeisser. Il calcule que la région peut rapporter 349 millions de sterling sur 14 ans au minimum, un montant supérieur à l'estimation de 325 millions de sterling effectuée en 1892 par l'envoyé de la Banque Rothschild, Hamilton Smith.
En 1895-1897 il se voit confier la même mission en Australie, en Tasmanie et en Nouvelle-Zélande. En 1901 il devient membre du conseil colonial. Il est mort à Breslau à l'âge de 68 ans.